# Chevrolet Cobalt (Ameryka Południowa)
Chevrolet Cobalt – samochód osobowy klasy miejskiej produkowany pod amerykańską marką Chevrolet w latach 2011–2020.

## Historia i opis modelu

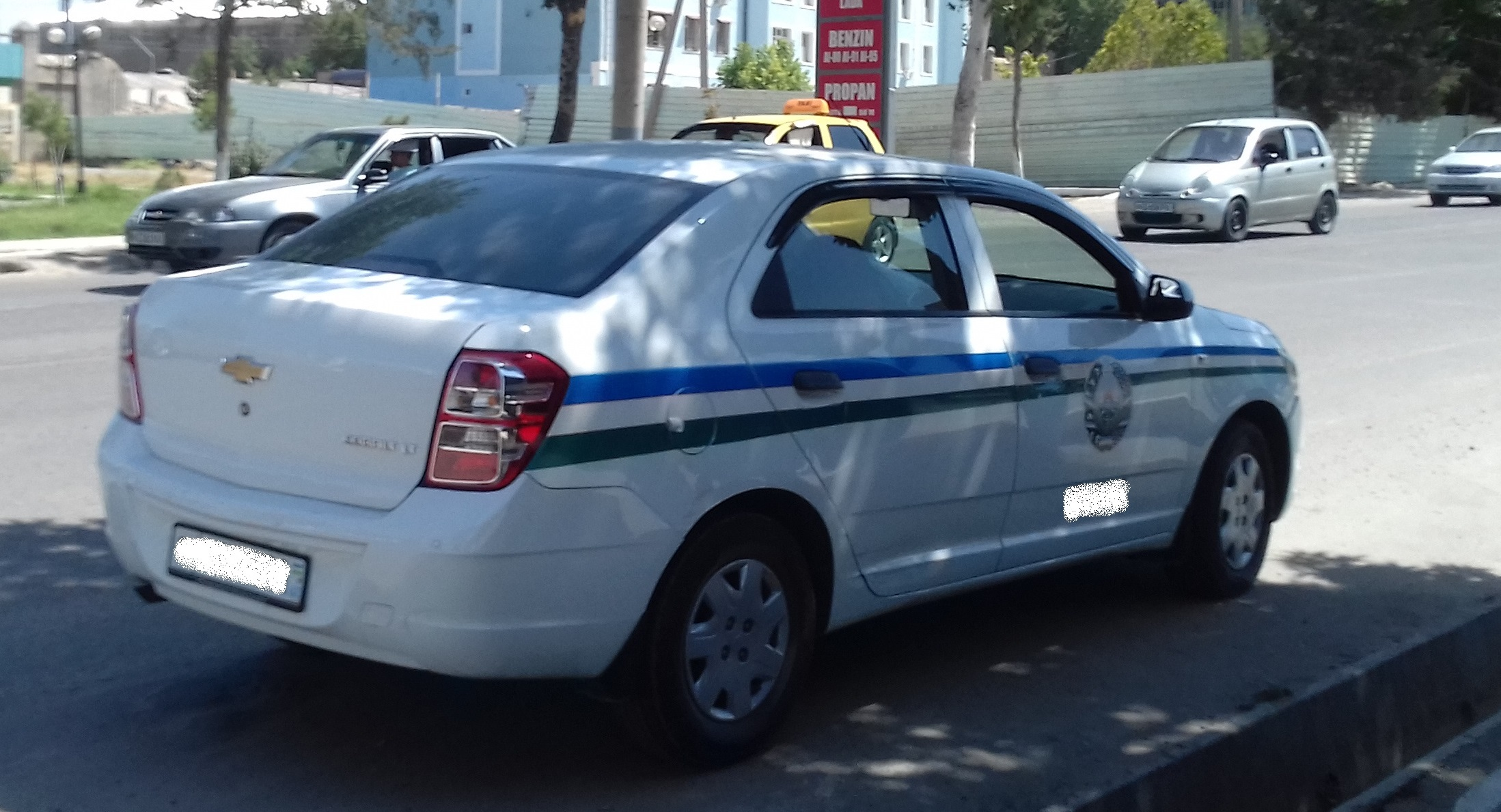
Chevrolet Cobalt – tył

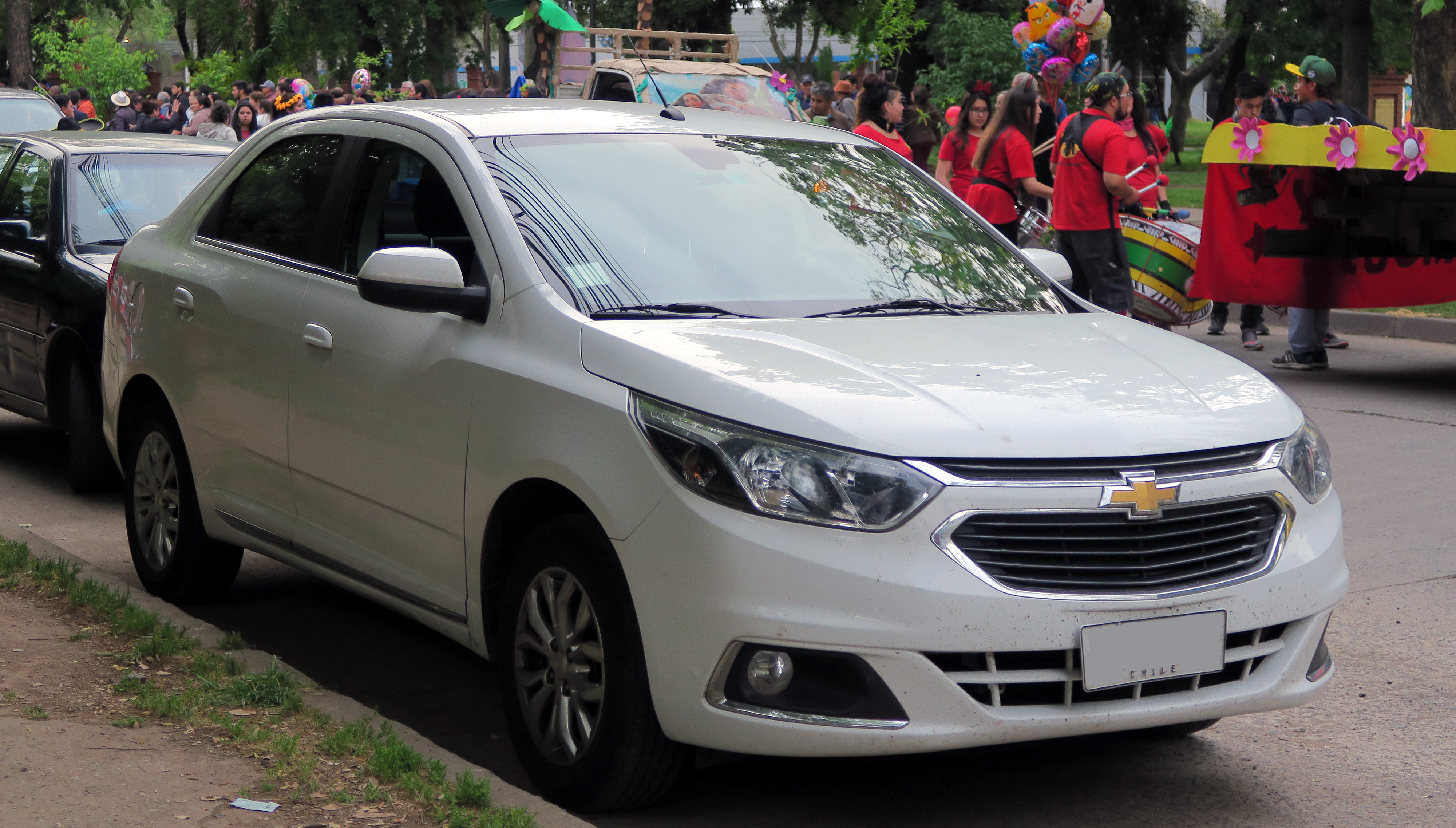
Chevrolet Cobalt po liftingu

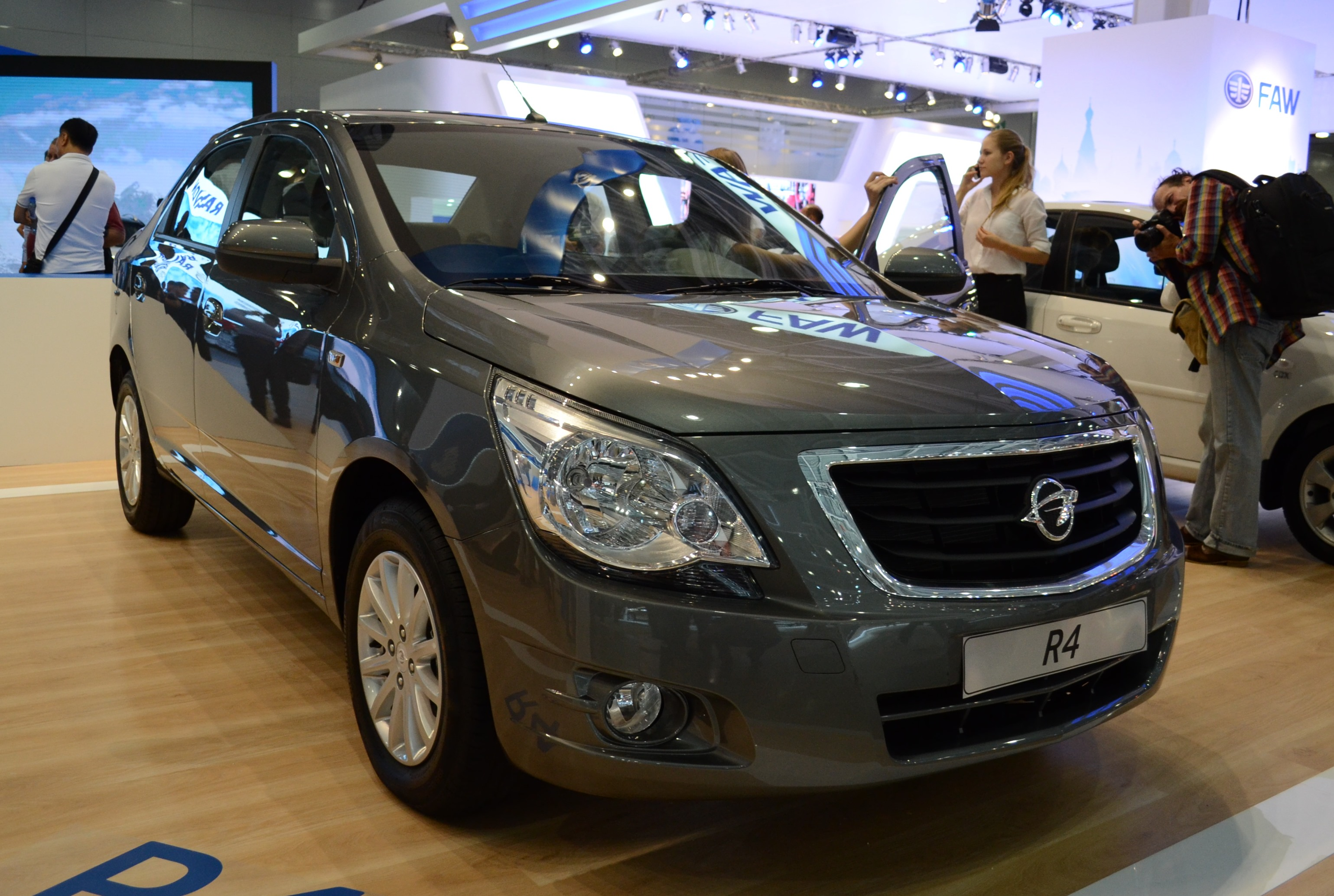
uzbecki Ravon R4

W listopadzie 2011 roku brazylijski oddział Chevroleta zdecydował się przywrócić do użytku nazwę Cobalt, którą wcześniej między 2003 a 2009 rokiem używał producent na amerykańskim i kanadyjskim rynku dla kompaktowego modelu.
Tym razem samochód przyjął postać budżetowego sedana plasującego się na skraju klasy subkompaktowej i kompaktowej, stanowiąc przestronniejszą alternatywę dla modelu Prisma i zastępując jednocześnie przestarzały model Astra. Pod kątem stylistycznym Chevrolet Cobalt wyróżniał się dużymi, ostro zarysowanymi reflektorami, obszernym wlotem powietrza oraz wąskimi, podłużnymi lampami tylnymi.
Kokpit Cobalta utrzymano w nowej estetyce Chevroleta, zapożyczając koło kierownicy z modelu Cruze, a także zyskując minimalistyczną konsolę centralną. Producent skoncentrował się na wygospodarowaniu dużej przestrzeni w przedziale bagażowym, który zaoferował 563 litry pojemności.

### Lifting
W grudniu 2015 roku Chevrolet Cobalt przeszedł obszerną restylizację nadwozia wyłącznie dla rynku Ameryki Południowej. Samochód zyskał agresywniej zarysowane, węższe reflektory, a także odświeżony projekt atrapy chłodnicy, nowsze zderzaki, a także węższe, dwuczęściowe lampy tylne.

### Sprzedaż
Chevrolet Cobalt, po debiucie na rynku Ameryki Południowej, trafił do sprzedaży także na wybranych rynkach afrykańskich i Azjatyckich. W 2013 roku zasięg rynkowy modelu został poszerzony także o Rosję, Ukrainę i państwa Azji Centralnej, gdzie uruchomiono produkcję modelu w zakładach GM Uzbekistan w Asace.
Po wycofaniu się Chevroleta z regionu państw WNP w 2015 roku, na kontynuację produkcji modelu pod nową, uzbecką marką Ravon zdecydował się dotychczasowy producent, GM Uzbekistan, gdzie pod nazwą Ravon R4 model ponownie trafił do sprzedaży w krajach WNP. Jest to region, gdzie pojazd dalej jest wytwarzany po tym, jak w 2020 roku Chevrolet Cobalt zniknął z rynku południowoamerykańskiego.

### Silnik
- L4 1.4l FlexFuel
- L4 1.5l EcoTec
- L4 1.8l FlexFuel